# Kazimierz Urbanik
Kazimierz Urbanik (Kremenets, 5 de fevereiro de 1930 — Wrocław, 29 de maio de 2005) foi um matemático polonês.

## Vida
Após os exames necessários para ingressar no ensino superior em 1948, Kazimierz Urbanik matriculou-se na Universidade de Wrocław para estudar matemática e física. Em 1952 graduou-se e tornou-se membro da faculdade. Doutourou-se em 1956 e habilitou-se em 1957.
Em 1958 publicou trabalhos fundamentais sobre processos estocásticos. Em 1965 tornou-se o mais jovem membro da Academia de Ciências da Polônia. Foi diretor do Instituto de Matemática da Universidade de Wrocław, de 1967 a 1978, e reitor, de 1975 a 1981.
De 1981 a 1996 foi novamente diretor do Instituto de Matemática da Universidade de Wrocław e paralelamente, de 1984 a 1986, vice-presidente da Academia de Ciências da Polônia. Entre 1980 e 2005 foi editor do periódico por ele fundado, Probability and Mathematical Statistics (PMS).

## Obra
Kazimierz Urbanik foi um membro fundamental da Escola de Matemática da Polônia. Contribuiu com trabalhos significativos sobre topologia, estrutura algébrica, teoria da informação, mecânica quântica e física estatística. Urbanik participou de conferências em Göttingen, Moscou, Paris, Cleveland, Berkeley, Cambridge, New Orleans, Pequim, Deli e Hanói. Apresentou trabalhos em diversas conferências no Instituto de Pesquisas Matemáticas de Oberwolfach.

## Condecorações
- Palma acadêmica da Académie des Sciences (1976)
- Medalha Stefan Banach (1998)
- Doutor honoris causa da Universidade de Łódź e da Universidade Técnica de Wroclaw